# La Cène (Le Greco)
Pour les articles homonymes, voir La Cène (homonymie).
La Cène (en espagnol : La última cena) est une œuvre de jeunesse du Greco puisqu'il l'a réalisée à l'âge de 27 ans  en 1568.

## Histoire
Le Greco peint ce tableau pendant son séjour à Venise (1567-1568 voire 1570).
Le tableau est aujourd'hui conservé à la Pinacothèque nationale de Bologne.

## Thème
Le tableau représente le Christ avec ses apôtres réunis durant le dernier repas de la Cène avant de souffrir sa Passion.

## Description
Au-delà de la table du repas, Jésus entouré de huit de ses disciples fait face au spectateur, son aura ressortant sur le noir d'une porte ouverte au fond. Les autres apôtres sont disposés sur les côtés droit et gauche de la table ; seul Judas, en noir, est vu de dos sur le devant de la table, assis sur un tabouret, déhanché en contrapposto, tourné vers la droite, vers un apôtre tendant le bras sur la table. Un couteau clairement orienté vers Judas est posé sur le rebord. Deux ouvertures, à gauche et à droite montre à droite une porte entrouverte, à gauche un buste indistinct. Une tenture sombre est déployée au-dessus de la scène. Le sol est carrelé et l'éclairage venant de la gauche marque les ombres au sol.

## Analyse
L'espace pictural, représenté en perspective frontale, adopte la forme simple d'un cube ouvert sur le devant, un petit volume qui semble suspendu dans les airs.
L'intérêt du Greco pour la perspective se renforce dans cette œuvre où il situe la Cène dans une salle avec plusieurs portes et un carrelage au sol. Les personnages sont autour d'une table recouverte d'une nappe où se distingue particulièrement la figure de Jésus-Christ en robe rouge qui devient ainsi un puissant rayonnement  de lumière.
L'attitude des apôtres est mise en valeur en variant les modèles et les couleurs. Le vernis oriental est manifeste mais la rapidité des coups de pinceau laisse prévoir un des traits les plus distinctifs de toute la production à venir de l'artiste.

## Source
- José Álvarez Lopera, El Greco, Madrid, Arlanza, 2005, Biblioteca «Descubrir el Arte», (colección «Grandes maestros»).  (ISBN 84-95503-44-1) (OCLC 629033543)
- Michael Scholz-Hänsel, El Greco, Colonia, Taschen, 2003.  (ISBN 978-3-8228-3173-1)